# Butorides sundevalli
Butorides sundevalli és el nom científic d'un ocell de la família dels ardèids (Ardeidae) considerat de vegades una subespècie de Butorides striata. En diverses llengües rep el nom de martinet de les Galápagos (Anglés: Galapagos Heron. Francès: Héron des Galapagos) o també martinet de lava (Anglès: Lava Heron. Alemany: Lavareiher). Habita les costes i manglars de les illes Galàpagos.